# Pop Disaster Tour
Il Pop Disaster Tour è stata una tournée durata due mesi a cui hanno preso parte oltre ai Blink-182, anche i Green Day. Il primo concerto fu il 17 aprile 2002 a Bakersfield, e i gruppi d'apertura erano i Jimmy Eat World ed i Saves the Day, e si concluse il successivo 17 giugno a Minneapolis. MTV programmò anche un documentario sulla sua emittente chiamato proprio come il nome del tour.

## Performance

### Green Day
I Green Day sono stati i primi degli headliner, a eseguire la loro solita scaletta della durata di circa un'ora e venti minuti. Come la band ha fatto a molti dei loro spettacoli precedenti, quando hanno suonato una cover degli Operation Ivy,
hanno invitato gli spettatori a suonare la canzone.
1. Maria
2. Longview
3. Welcome to Paradise
4. Hitchin' a Ride
5. Brain Stew
6. Jaded
7. 2000 Light Years Away
8. Knowledge
9. Basket Case
10. She
11. King for a Day/Shout!
12. Waiting
13. Minority
14. When I Come Around
15. Good Riddance (Time of Your Life)

### Blink-182
Lo spettacolo si è concluso con la performance dei Blink-182.
La loro solita scaletta è durata circa un'ora e cinque minuti.
1. Anthem Part Two
2. The Rock Show
3. Dumpweed
4. Going Away to College
5. What's My Age Again?
6. Please Take Me Home
7. Happy Holidays, You Bastard
8. Adam's Song
9. First Date
10. Carousel
11. When You Fucked Grandpa
12. Dysentery Gary
13. Family Reunion
14. Don't Leave Me
15. Stay Together for the Kids
16. All the Small Things
17. What Went Wrong
18. Reckless Abandon
19. Travis Barker drum solo
20. Dammit

## Date
- 17/04/02 - Bakersfield, CA al Centennial Garden
- 19/04/02 - Phoenix, AZ al America West Arena
- 20/04/02 - Irvine, CA al Verizon Wireless Amphitheatre Irvine
- 21/04/02 - Irvine, CA al Verizon Wireless Amphitheater Irvine
- 23/04/02 - Las Vegas, NV al MGM Grand Garden Arena
- 24/04/02 - Inglewood, CA al Great Western Forum
- 25/04/02 - Chula Vista, CA al Coors Amphitheater
- 27/04/02 - Mountain View, CA, CA al Shoreline Amphitheater
- 28/04/02 - Sacramento, CA al Sacramento Valley Amphitheater
- 29/04/02 - Oakland, CA al Oakland Arena
- 01/05/02 - Tacoma, WA al Tacoma Dome
- 03/05/02 - West Valley City, UT, E Center
- 04/05/02 - Denver, CO al Fiddler's Green
- 06/05/02 - Maryland Heights, MO al Riverport Amphitheater
- 07/05/02 - Bonner Springs, KS al Sandstone Amphitheater
- 09/05/02 - Dallas, TX al Smirnoff Music Center
- 10/05/02 - Selma, TX al Verizon Wireless Amphitheatre San Antonio
- 11/05/02 - The Woodlands, TX al The Cynthia Woods Mitchell Pavilion
- 13/05/02 - Pelham, AL al Oak Mountain Amphitheatre
- 14/05/02 - Tampa, FL al Ice Palace
- 15/05/02 - West Palm Beach, FL al Mars Music Amphitheatre
- 16/05/02 - Orlando, FL al TD Waterhouse Centre
- 18/05/02 - Atlanta, GA al HiFi Buys Amphitheatre
- 19/05/02 - Raleigh, NC al Alltell Pavilion
- 20/05/02 - Charlotte, NC al Verizon Wireless Amphitheatre Charlotte
- 22/05/02 - Virginia Beach, VA al Verizon Wireless Amphitheatre Virginia Beach
- 23/05/02 - Hershey, PA al Hershey Park Pavilion
- 24/05/02 - Holmdel, NJ al PNC Bank Arts Center
- 25/05/02 - Burgettstown, PA al Post-Gazette Pavilion
- 27/05/02 - Hartford, CT al New England Dodge Music Center
- 28/05/02 - Camden, NJ al Tweeter Center at the Waterfront
- 30/05/02 - Wantagh, NY al Jones Beach Theater
- 31/05/02 - New York, NY al Madison Square Garden
- 01/06/02 - Darien, NY al Darien Lake Performing Arts Center
- 02/06/02 - Mansfield, MA al Tweeter Center for the Performing Arts
- 04/06/02 - Saratoga Springs, NY al Saratoga Performing Arts Center
- 05/06/02 - Washington al MCI Center
- 07/06/02 - Toronto, ON al Molson Amphitheatre
- 08/06/02 - Grand Rapids, MI al Van Andel Arena
- 09/06/02 - Columbus, OH al Jerome Schottenstein Center
- 11/06/02 - Auburn Hills, MI al The Palace of Auburn Hills
- 12/06/02 - Cuyahoga Falls, OH al Blossom Music Center
- 14/06/02 - Noblesville, IN al Verizon Wireless Music Center
- 15/06/02 - Tinley Park, IL al Tweeter Center (World Music Center)
- 16/06/02 - Milwaukee, WI al Marcus Amphitheater
- 17/06/02 - Minneapolis, MN al Target Center